# Hilde Walter (Journalistin)
 Hilde Walter  (* 4. März 1895 in Berlin; † 22. Januar 1976 in West-Berlin) war eine deutsche Publizistin.

## Leben
Hilde Walter besuchte die Soziale Frauenschule bei Alice Salomon in Berlin.
Bis 1918 arbeitete sie als Sozialarbeiterin. Später studierte sie Literatur- und Kunstgeschichte an der Berliner Universität.
Nach dem Ersten Weltkrieg begann sie journalistisch zu arbeiten, anfangs für die Deutsche Allgemeine Zeitung. Später schrieb sie für das liberale Berliner Tageblatt und für die Gewerkschaftspresse. Von 1927 bis 1933 verfasste sie Artikel für die Weltbühne und war auch in deren Redaktion tätig. Walters Themenschwerpunkte waren Sozialpolitik, Arbeitsgesetzgebung und Frauen im Berufsleben. Sie wurde Mitglied des Anfang 1930 von der Berliner Chirurgin Edith Peritz gegründeten deutschen Clubs des Frauenverbandes Soroptimist International. Walter berichtet, dass sie und andere Oppositionelle nach der Machtergreifung der Nationalsozialisten anfänglich deren Antisemitismus unterschätzten und glaubten, am meisten gefährdet seien die politischen Gegner der Nationalsozialisten, während unpolitische Juden nichts zu fürchten hätten.
Ende Februar 1933 wurde Walter denunziert, einen Witz über den Reichstagsbrand erzählt zu haben. Sie wurde daraufhin zweimal verhört und ihre Wohnung mehrfach durchsucht, ohne dass sie verhaftet wurde. Walter glaubte, dass sie als weniger bekannte Journalistin und als Frau von der Regierung weniger ernst genommen wurde. Obwohl Walter eine Emigration unausweichlich erschien, zögerte sie, einen Reisepass zu beantragen, um nicht die Aufmerksamkeit der Behörden auf sich zu ziehen.
Als der Herausgeber der Weltbühne Carl von Ossietzky nach dem Reichstagsbrand verhaftet wurde, blieben Walter und die Sekretärin der Weltbühne Hedwig Hünicke die einzigen Personen in Deutschland, welche ihn finanziell und mit Nahrung unterstützten. Walter und Hünicke kümmerten sich zudem um von Ossietzkys Ehefrau Maud und die Tochter Rosalind. Walter stellte Kontakte zu ausländischen Autoren und Politikern her, um von Ossietzky zu unterstützen und Geld für ihn zu sammeln.
Am Vortag des Judenboykotts vom 1. April 1933 ersuchte die Anordnung des Reichskommissars für das Preußische Justizministerium alle Präsidenten der Oberlandesgerichte, Generalstaatsanwälte und Präsidenten der Strafvollzugsämter in Preußen darum, „mit den Anwaltskammern oder örtlichen Anwaltsvereinen noch heute zu vereinbaren, daß ab morgen früh 10 Uhr nur noch bestimmte jüdische Rechtsanwälte, und zwar in einer Verhältniszahl, die dem Verhältnis der jüdischen Bevölkerung zur sonstigen Bevölkerung etwa entspricht, auftreten“ und diese Rechtsanwälte „im Einvernehmen der Gaugruppen des Bundes nationalsozialistischer deutscher Juristen auszuwählen und zu bestimmen“; „Wo eine Vereinbarung dieses Inhaltes infolge Obstruktion der jüdischen Anwälte nicht zu erzielen ist, ersuche ich, das Betreten des Gerichtsgebäudes diesen zu verbieten.“  Das Gesetz über die Zulassung zur Rechtsanwaltschaft vom 7. April 1933 sah zudem vor, Personen jüdischer Herkunft oder kommunistischer Einstellung aus der Anwaltschaft auszuschließen. Walter befürchtete daher, auch ihre Tätigkeit als freie Gerichtsreporterin nicht fortzusetzen zu können. Ihr Verlag bot ihr daraufhin an, über ähnliche Themen zu schreiben, welche keinen Besuch von Prozessen erforderten. Auch dies wurde Walter unmöglich infolge des Ausschlusses von Juden und Kommunisten aus ihrem Berufsverband im Sommer 1933. Die zur Berufsausübung erforderliche „Zulassung zum Schriftleiterberuf“ nach dem Schriftleitergesetz vom 1. Oktober 1933 konnte sie als Jüdin ohnehin nicht erlangen.
Im November 1933 floh sie nach Frankreich, wo sie von einem Soroptimist-Mitglied aufgenommen wurde. Sie war führend im „Freundeskreis Carl von Ossietzky“, der diesen und seine Familie unterstützte. Von Paris aus leitete Hilde Walter als Nachfolgerin des im August 1935 verstorbenen Hellmut von Gerlach eine internationale Kampagne, dem inhaftierten Ossietzky den Friedensnobelpreis zu verleihen, wie es 1936 dann auch geschah. 1940 wurde sie in Gurs interniert, konnte dort aber entweichen. 1941 gelang ihr mit einem Not-Visum die Flucht in die USA. Dort gründete sie eine Agentur für Exilautoren.
1952 kehrte sie als Korrespondentin des American Council on Germany nach Berlin zurück. Mit Lotte Philips, der zweiten Ehefrau Alfred Wieners befreundet, verfasste sie 1959 auf dessen Anfrage für die Wiener Library einen Augenzeugenbericht über die frühen Jahre des nationalsozialistischen Diktatur. Sie erhielt 1965 das Bundesverdienstkreuz 1. Klasse.